# Jean-François Kornetzky
Jean-François Kornetzky (sinh ngày 27 tháng 7 năm 1982 ở Wissembourg, Pháp) là một thủ môn bóng đá người Pháp hiện chơi cho câu lạc bộ Karlsruher SC. Anh cao 1,89 m và nặng 82 kg.